# مجزرة قانا 2006
مجزرة قانا 2006 أو مجزرة قانا الثانية هو هجوم إرهابي وقع أثناء العدوان الإسرائيلي على لبنان 2006 حين نفذ سلاح الجو الإسرائيلي في 30 يوليو 2006 غارة استهدفت مبنى مكونًا من ثلاثة طوابق في بلدة الخريبة الصغيرة بالقرب من قرية قانا جنوب لبنان. أسفرت الغارة عن مقتل 28 مدنيًا، بينهم 16 طفلًا. بعد الهجوم، أوقفت إسرائيل ضرباتها الجوية لمدة 48 ساعة تحت ضغط متزايد لوقف إطلاق النار في الصراع بين إسرائيل وحزب الله.
ذكرت التقارير الإعلامية الأولية أن أكثر من 50 شخصًا، بينهم 37 طفلًا، قتلوا في الهجوم، لكن تقارير لاحقة خفضت العدد إلى 28 قتيلًا، بينهم 16 طفلًا، مع الإبلاغ عن 13 شخصًا في عداد المفقودين. قام السكان بالحفر بأيديهم بين الأنقاض بحثًا عن ناجين، بينما أظهرت لقطات تلفزيونية عربية جثث نساء وأطفال يرتدون ملابس نوم ملطخة بالدماء.
على الرغم من اعتراف الجيش الإسرائيلي بقصف المبنى، فإنه نفى في البداية أن الانفجار الذي تسبب في سقوط هذا العدد الكبير من الضحايا كان نتيجة هجومهم، وهو ما عارضه سكان قانا الذين أكدوا أن انهيار المبنى جاء نتيجة القصف الإسرائيلي. وفقًا للجيش الإسرائيلي، كان الهدف من القصف هو وقف إطلاق صواريخ الكاتيوشا التي يُزعم أن حزب الله كان يطلقها على شمال إسرائيل من القرية على مدى أسبوعين، مشيرين إلى تحذير السكان بمغادرة المنطقة.
من جهة أخرى، ذكرت هيومن رايتس ووتش ومراقبون دوليون وصحفيون إنه لم يكن هناك أي دليل على أن المبنى كان يستخدم لأغراض عسكرية. اتهم رئيس الوزراء اللبناني فؤاد السنيورة إسرائيل بارتكاب جرائم حرب وتسائل قائلاً: "لماذا اختاروا قانا مجددًا؟"، في إشارة إلى قصف إسرائيلي سابق لمجمع للأمم المتحدة في قانا قبل 10 سنوات، والذي أسفر عن مقتل أكثر من 100 مدني. كما دعا كوفي عنان مجلس الأمن إلى إدانة الهجوم. أكد حزب الله أن المبنى لم يكن فيه مقاتلين من حزب الله وأن جل من قتلوا هم من النساء والأطفال والشيوخ، فيما حمّلت إسرائيل على لسان الناطق باسم الجيش المسؤولية لحزب الله.

## ردود الفعل
- رفض رئيس الوزراء اللبناني فؤاد السنيورة أية مفاوضات قبل وقف إطلاق النار بعد مجزرة قانا.
- أدان الرئيس الفرنسي جاك شيراك الهجوم الجوي الإسرائيلي على قانا بجنوب لبنان وقال إنه يبرز الحاجة لوقف إطلاق النار فورا.
- تظاهر مجموعة غاضبة من اللبنانيين ودمروا أحد المباني التابعة لمنظمة الأمم المتحدة.